# N-I (razzo giapponese)
Il razzo N-I (o N-1) era un vettore spaziale derivato dal lanciatore statunitense Thor-Delta e prodotto in Giappone da Mitsubishi Heavy Industries su licenza americana.
Il primo stadio di N-I era costituito da un Thor-ELT e il secondo stadio da un Delta-E con un motore LE-3 progettato da Mitsubishi; il primo stadio era corredato da tre razzi ausiliari Castor. Vi era inoltre un terzo stadio opzionale, costituito da uno stadio superiore Star. Il razzo N-I è stato utilizzato per sette lanci fra il 1975 e il 1982, poi è stato sostituito dal lanciatore N-II. Sei dei sette lanci hanno avuto successo, ma il quinto volo (il 6 febbraio 1979) è stato un fallimento a causa di un contatto tra il satellite e il terzo stadio del razzo, che ha causato la perdita del satellite.